# Équipe de Macédoine du Nord masculine de water-polo
Pour les articles homonymes, voir Équipe de Macédoine du Nord.
L'équipe de Macédoine du Nord masculine de water-polo est la sélection nationale représentant la Macédoine du Nord dans les compétitions internationales masculines de water-polo. 
La meilleure performance macédonienne en compétitions internationales est une huitième place au Championnat d'Europe de water-polo masculin 2008.